# Katamormia strobli
Katamormia strobli är en tvåvingeart som beskrevs av Jezek 1986. Katamormia strobli ingår i släktet Katamormia och familjen fjärilsmyggor.
Artens utbredningsområde är Österrike. Inga underarter finns listade i Catalogue of Life.